# Länsstyrelsen i Skåne län
Länsstyrelsen Skåne är en statlig myndighet med kontor i Kristianstad och Malmö (registrerad i Malmö). Länsstyrelsen ansvarar för den statliga förvaltningen i  länet, och har flera olika mål gällande regional utveckling. Länsstyrelsen Skåne har cirka 450 anställda.
Länsstyrelsens chef är landshövdingen, som utses av Sveriges regering. Anneli Hulthén är sedan den 1 oktober 2016 landshövding i Skåne.